# Апластична анемія
Апластична анемія — гематологічне захворювання, що виникає внаслідок ураження червоного кісткового мозку і, зокрема, стовбурових клітин крові, що знаходяться там. У результаті патогенезу цього захворювання виникає дефіцит всіх елементів крові і всіх типів клітин крові — панцитопенія: дефіцит еритроцитів — анемія, дефіцит лейкоцитів — лейкопенія, дефіцит тромбоцитів — тромбоцитопенія. Апластична анемія означає нездатність стовбурових клітин червоного кісткового мозку генерувати зрілі клітини крові.
Пік частоти захворювання на апластичну анемію припадає на підлітковий вік. Другий пік спостерігається в похилому віці. Апластична анемія — це по суті не одне, а низка захворювань з однаковими проявами, але різним патогенезом. Причинами апластичної анемії можуть бути: патології імунної системи, віруси, дія хімічних речовин, дія радіації. Проте 50 % випадків апластичної анемії виключають вище перелічені причини. Патогенез такої форми апластичної анемії, яку називають ідіопатична апластична анемія, досі не прояснений.
Остаточний діагноз апластичної анемії може бути поставлений тільки після біопсії червоного кісткового мозку. Нормальний кістковий мозок має 30-70 % стовбурових клітин, а при апластичній анемії ці клітини зникають і заповнюються сполучною тканиною.
Перша лінія лікування апластичної анемії полягає в застосуванні імуносупресивних препаратів або антилімфоцитарних глобулінів або анти-тимоцитів глобулінів, в поєднанні з кортикостероїдами та циклоспорином — якщо причина захворювання — автоімунні процеси. Гематопоетична трансплантація стовбурових клітин також застосовується, особливо для пацієнтів віком до 30 років з відповідним донором клітин червоного кісткового мозку.

## Клінічні прояви
При апластичній анемії спостерігається характерний комплекс патологічних процесів, характерних для різних анемій: нездужання, слабкість, запаморочення, втома, блідість, тахікардія, задишка.
Низька кількість тромбоцитів (тромбоцитопенія) пов'язана з підвищеним ризиком кровотеч, виникнення гематом та петехій. Низькі кількості білих кров'яних клітин (лейкоцитопенія) призводять до імунодефіциту, підвищеного ризику розвитку інфекцій, які можуть бути важкими.

## Патогенез
Аластична анемія може бути спричинена впливом деяких хімічних речовин (зокрема, ліків), радіації, вірусної інфекції, імунного захворювання. Приблизно в половині випадків точна причина апластичної анемії невідома і вищезазначені причини виключаються. Є випадки спадкових форм апластичної анемії.
Використання деяких лікарських засобів, зокрема, хлорамфеніколу, карбамазепіну, фельбамату, фенітоїну, хініну, фенілбутазону тощо здатні спричинити цей вид анемії. Як правило, ймовірність саме такої побічної дії низька і малоймовірна. Так, наприклад, застосування хлорамфеніколу може спричинити апластичну анемію в 1 з 40 000 пацієнтів, а карбамазепін — ще рідше.
Вплив іонізуючого випромінювання та радіоактивних матеріалів також пов'язаний з розвитком апластичної анемії. Марія Кюрі, відома своєю новаторською роботою в області радіоактивності, померла від апластичної анемії після тривалого періоду роботи, з радіоактивними речовинами. Дія іонізуючого випромінювання на червоний кістковий мозок у ті часи ще не була вивчена.
Апластична анемія зустрічається у 2 % пацієнтів з хронічними вірусними гепатитами, також може бути результатом парвовірусної інфекції. У людей антиген P (також відомий як глобусид), один з багатьох клітинних рецепторів, що сприяє формуванню крові людини, є клітинним рецептором парвовірусу B19, який викликає еритему у дітей. Оскільки він вражає еритроцити та еритробласти в результаті спорідненості з антигеном P, парвовірус викликає повне припинення виробництва червоних кров'яних тілець. У більшості випадків це залишається непоміченим, оскільки еритроцити живуть в середньому 120 днів, а падіння виробництва не суттєво впливає на загальну кількість циркулюючих еритроцитів. Однак у людей із патологією, при якій клітини гинуть раніше (наприклад, при серпоподібноклітинній анемії), парвовірусна інфекція може призвести до важкої апластичної анемії.
Найчастіше парвовірус B19 пов'язаний з апластичною кризою, яка вражає лише червоні кров'яні клітини. Справжня аластична анемія вражає всі клітинні лінії червоного кісткового мозку.
Однією з відомих причин апластичної анемії є автоімунний розлад, при якому лейкоцити атакують червоний кістковий мозок.
У деяких тварин апластична анемія може мати інші причини. Наприклад, у тхорів (Mustela putorius furo) апластичну анемію спричинюють естрогени. У незрілих самок, якщо вони не спарюються, високий рівень естрогенів у крові може стимулювати розвиток цього виду анемії.

## Діагностика
Апластичну анемію слід відрізняти від аплазії еристроцитів та від гіпопластичної анемії. При апластичній анемії простежується панцитопенія. При аплазії еритроцитів зменшується тільки продукування червоних кров'яних тілець. Гіпопластичну анемію деякі дослідники вважають легкою формою або початковою стадією апластичної анемії. Діагноз апластичної анемії можна поставити лише після дослідження червоного кісткового мозку. Перед цим дослідженням необхідно провести також повний аналіз крові, визначити біохімічні показники сироватки крові, провести тести на функцію щитоподібної залози, визначити рівні вітаміну В12 та фолієвої кислоти.
Наступним етапом діагностики є біопсія червоного кісткового мозку. Необхідно виключити всі можливі причини панцитопенії (наприклад, неопластичну інфільтрацію чи мієлофіброз), вплив цитотоксичної хіміотерапії, що може викликати пригнічення функціонування червоного кісткового мозку.
Рекомендується провести рентгенівське обстеження, комп'ютерну томографію, ультразвукове дослідження, дослідити лімфатичні вузли (щодо ознак лімфоми), нирки, виключити анемію Фанконі. Також провести аналіз на вірусні захворювання, імунологічні дослідження.

## Лікування
Лікування апластичної анемії у випадку аутоімунної причини патогенезу передбачає застосування імуносупресорів у вигляді медичних препаратів. У серйозніших випадках ідіоптичної апластичної анемії здійснюється трансплантація червоного кісткового мозку від відповідного донора з подальшим лікуванням. Пересаджений кістковий мозок замінює несправні клітини кісткового мозку новими. Мультіпотентні стовбурові клітини в кістковому мозку відновлюють всі три лінії клітин крові, даючи хворому нову імунну систему, еритроцити та тромбоцити. Однак, крім ризику відторгнення трансплантату, існує також ризик того, що новостворені лейкоцити можуть нападати на решту частини тіла («захворювання трансплантат проти господаря»).
Терапія апластичної анемії часто включає курс антитимоцитарного глобуліну (АТГ) і кілька місяців лікування циклоспорином для модуляції імунної системи. Хіміотерапія з такими агентами, як циклофосфамід, також може бути ефективною, але має більшу токсичність, ніж АТГ. Лікування антитілами, такими як АТГ, націлені на Т-клітини, які, як вважають, атакують кістковий мозок. Кортикостероїди, як правило, неефективні, хоча вони використовуються для пом'якшення сироваткової недостатності, спричиненої АТГ. Зазвичай успіх лікування оцінюється біопсією кісткового мозку через 6 місяців після початкового лікування АТГ.
У минулому, перш ніж вищезгадані методи лікування стали доступними, пацієнти з низькими показниками лейкоцитів часто обмежувались стерильною кімнатою або скафандром (щоб зменшити ризик інфекції).

## Подальші дії
Пацієнтам після завершення лікування необхідно регулярно проводити повний аналіз крові, щоб визначити, чи пацієнт перебуває в стані ремісії. Рекомендуються обстеження методами проточної цитометрії.

## Прогноз
За відсутності лікування апластична анемія призводить до високої ймовірності смерті пацієнта. Сучасна терапія та використання трансплантації кісткового мозку дозволяє досягти 85 % виживання пацієнтів молодого віку. Рівень виживання залежить у першу чергу від віку та наявності сумісного донора.
Показник п'ятирічної ремісії для пацієнтів після трансплантації становить 82 % для пацієнтів до 20 років, 72 % для пацієнтів віком 20 — 40 років, 50 % для пацієнтів віком старше 40 років. Найкращі показники при наявності донорів братів і сестер. Гірші показники у випадку донорів, що не є родичами пацієнта.
Рецидиви захворювання є частими. У 10 — 15 % випадків після тяжкої апластичної анемії у пацієнтів розвивався мієлодиспластичний синдром або лейкоз. 15,9 % дітей, що лікувались імунодепресивною терапією, мали рецидив.